# Laguna Todos Santos
La laguna Todos Santos es una laguna amazónica boliviana de agua dulce ubicada en la provincia de Iténez del departamento del Beni. Se encuentra a una altitud de 193 m s. n. m. con unas dimensiones de 3,25 km de largo por 2,11 km de ancho y una superficie de 4,12 km².